# Röthenbach bei Herzogenbuchsee

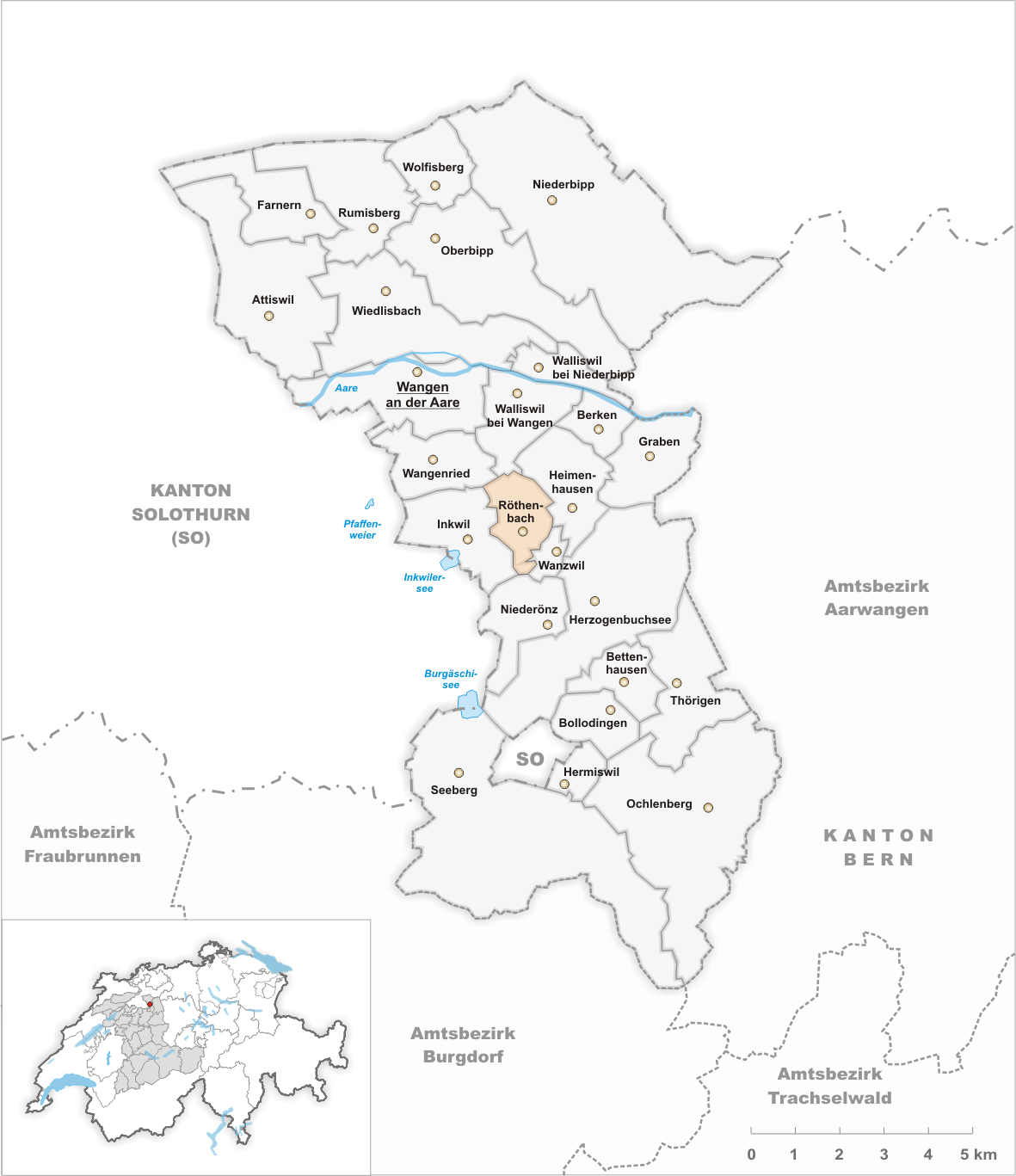
Gemeindestand vor der Fusion am 1. Januar 2009

Röthenbach bei Herzogenbuchsee (postalisch Röthenbach Herzogenbuchsee) ist eine Ortschaft in der politischen Gemeinde Heimenhausen im Schweizer Kanton Bern. Bis zum 31. Dezember 2008 war Röthenbach bei Herzogenbuchsee eine eigene politische Gemeinde im Amtsbezirk Wangen. Am 1. Januar 2009 fusionierte sie zusammen mit der Gemeinde Wanzwil zur Gemeinde Heimenhausen (heute Verwaltungskreis Oberaargau).

## Geographie
Röthenbach bei Herzogenbuchsee liegt auf 462 m ü. M., zweieinhalb Kilometer nordwestlich von Herzogenbuchsee und elf Kilometer östlich der Stadt Solothurn (Luftlinie). Das ehemalige Strassenzeilendorf erstreckt sich am Seebach (Abfluss des nahen Inkwilersees) auf der Schwemmebene westlich des unteren Önztals, im Oberaargau.
Die Fläche des 2,1 km² grossen Gebiets umfasst einen Abschnitt des nördlichen Berner Mittellandes. Das Gebiet wird zum grössten Teil von einer Schotterebene eingenommen, die vom Seebach zur Aare entwässert wird. Im Süden wird diese Ebene durch den bewaldeten Höhenzug des Önzberges begrenzt, auf dessen nordöstlichem Ausläufer mit 495 m ü. M. der höchste Punkt von Röthenbach bei Herzogenbuchsee erreicht wird. Nach Nordosten erstreckt sich der Boden in den Löörwald und nach Norden in den Eichwald (484 m ü. M.) auf einem Grundmoränenwall des eiszeitlichen Rhonegletschers. Von der Gemeindefläche entfielen 1997 10 % auf Siedlungen, 31 % auf Wald und Gehölze, 58 % auf Landwirtschaft, und etwas weniger als 1 % war unproduktives Land.
Zu Röthenbach bei Herzogenbuchsee gehört die Siedlung Schmiede (475 m ü. M.) leicht erhöht am Südrand des Eichwaldes. Nachbargemeinden der ehemaligen Gemeinde Röthenbach bei Herzogenbuchsee sind Heimenhausen, Wanzwil, Niederönz, Inkwil, Wangenried und Walliswil bei Wangen.

## Bevölkerung
Mit 338 Einwohnern (Ende 2007) gehörte Röthenbach bei Herzogenbuchsee zu den kleineren Gemeinden des Kantons Bern. Von den Bewohnern waren im Jahr 2000 98,8 % deutschsprachig, 0,6 % französischsprachig, und 0,3 % sprachen Italienisch. Die Bevölkerungszahl von Röthenbach bei Herzogenbuchsee belief sich 1850 auf 314 Einwohner, 1900 auf 374 Einwohner. Im Verlauf des 20. Jahrhunderts pendelte die Bevölkerungszahl stets im Bereich zwischen 290 und 350 Personen.

## Wasserversorgung
Die Wasserversorgung ist Sache des Gemeindeverbandes Wasserversorgung an der untern Oenz (WVOe). Wie viele andere Wasserversorger hat auch die WVOe mit Chlorothalonil-Metaboliten zu kämpfen. Wasserproben aus dem Jahr 2019 zeigten gleich bei vier Trinkwasserfassungen des WVOe Überschreitungen der geltenden Höchstwerte. Infolge der Wärme und Trockenheit im Jahr 2019 wurden die Kunden im Juli desselben Jahres dazu aufgerufen, den Wasserverbrauch einzuschränken.

## Bildung
Kindergarten und Primar- und Realschule werden im Rahmen von Gemeindeverbänden mit Heimenhausen geführt. Die Sekundarschule kann in der benachbarten Gemeinde Herzogenbuchsee, das Gymnasium (Gymnasium Oberaargau) im nahen Langenthal besucht werden. Höhere Schulen und Universitäten sind leicht und in zumutbarer Zeit und Distanz mit öffentlichen Verkehrsmitteln in der Achse Bern–Zürich (Universität Bern, ETH Zürich usw.) erreichbar.

## Wirtschaft
Röthenbach bei Herzogenbuchsee war bis in die zweite Hälfte des 20. Jahrhunderts ein vorwiegend durch die Landwirtschaft geprägtes Dorf. Noch heute haben der Ackerbau und Obstbau sowie die Viehzucht und Forstwirtschaft einen gewissen Stellenwert in der Erwerbsstruktur der Bevölkerung. Weitere Arbeitsplätze sind im lokalen Kleingewerbe und im Dienstleistungssektor vorhanden. In Röthenbach bei Herzogenbuchsee sind heute unter anderem eine Firma für Klimaanlagen und eine Schreinerei ansässig. Im Grenzgebiet von Röthenbach und Wanzwil wird eine Kiesgrube ausgebeutet. In den letzten Jahrzehnten hat sich das Dorf zu einer Wohngemeinde entwickelt. Viele Erwerbstätige sind deshalb Wegpendler, die hauptsächlich in der Region Langenthal-Herzogenbuchsee arbeiten.

## Verkehr
Das Gebiet ist verkehrsmässig recht gut erschlossen, es liegt an der Hauptstrasse von Wangen an der Aare nach Herzogenbuchsee. Der nächste Anschluss an die Autobahn A1 (Bern–Zürich) befindet sich rund 6 km vom Ortskern entfernt. Durch eine Buslinie, welche die Strecke von Herzogenbuchsee nach Wangen an der Aare bedient, und eine Linie der BSU von Solothurn nach Herzogenbuchsee ist Röthenbach bei Herzogenbuchsee an das Netz des öffentlichen Verkehrs angebunden.

## Geschichte
Die erste urkundliche Erwähnung des Ortes erfolgte 1224 unter dem Namen Rottenbach. Später erschienen die Bezeichnungen Rothenbach (1252), Rötenbach (1261) und Rotebach (1276). Der Ortsname stammt wohl ursprünglich von einem Gewässernamen und den darin vorkommenden Rotforellen (Rötheln → roter Bach).
Seit dem Mittelalter unterstand Röthenbach bei Herzogenbuchsee der kyburgischen Grundherrschaft Herzogenbuchsee und teilte deren Schicksal. Im Jahr 1406 gelangte das Dorf unter die Herrschaft von Bern und wurde der Landvogtei Wangen und darin dem Gerichtsort Herzogenbuchsee zugeordnet. Nach dem Zusammenbruch des Ancien Régime (1798) gehörte Röthenbach bei Herzogenbuchsee während der Helvetik zum Distrikt Wangen und ab 1803 zum Oberamt Wangen, das mit der neuen Kantonsverfassung von 1831 den Status eines Amtsbezirks erhielt. Röthenbach bei Herzogenbuchsee besitzt keine eigene Kirche, es gehört zur Pfarrei Herzogenbuchsee.

## Trivia
«Röthenbach bei Herzogenbuchsee» war bis zum 31. Dezember 2008 die Gemeinde mit dem längsten Namen in der Schweiz.